# Jan Otruba
Jan Otruba (* 1983 Znojmo) je český režisér, scenárista, kameraman a filmový producent.

## Životopis
Narodil se ve Znojmě v roce 1983. Po studiu Gymnázia Dr. Karla Polesného ve Znojmě byl přijat na Univerzitu Tomáše Bati ve Zlíně, konkrétně na Fakultu multimediálních komunikací, ateliér Audiovize – zaměření režie a scenáristika. Za dobu studia začal postupně směřovat od krátkých studentských hraných filmů k videoklipům, reklamám a propagačním filmům. Profesionálně se filmové a reklamní tvorbě věnuje od roku 2006. Z jeho klipové tvorby: Unisono a Váha muší pro Divokýho Billa, Na stanici polární a S kufrem a se ženou pro Mňágu a Žďorp, Slib a Chudák holka pro Romana Horkého a Kamelot nebo Zoufale sám pro Vlastu Horvátha. V reklamním oboru se mu v roce 2008 podařil průnik do širšího povědomí realizací vůbec první holografické reklamy v České republice. V letech 2009 a 2010 získaly opakovaně ocenění na festivalu TourFilm v Karlových Varech jeho turistické propagační filmy pro města Znojmo a Zlín. Jan Otruba pravidelně spolupracuje se svým bratrem Vítězslavem Otrubou. V roce 2011 společně založili reklamní a filmovou produkci VideoBrothers s.r.o.

## Ocenění
- 1. místo – Tour Region Film 2010 – Znojmo – město s přívlastkem
- 1. místo – Noc filmových nadějí IV. – Mňága a Žďorp: Na stanici polární
- 1. místo – Noc filmových nadějí III. – Divokej Bill: Váha muší
- 1. místo – Dark Carnival Film Festival 2009 (USA) – Seance

- 2. místo – Tour Region Film 2009 – ZLíNY – Zlín in New York
- 2. místo – Klapka 2008 – Pohádka aneb Na pytel se sahat nebude

- 3. místo – Azyl festival 2010 – sociální reklama Little fairy
- 3. místo – TourFilm 2010 – Znojmo – město s přívlastkem

- Zvláštní uznání – Ostrava picture 2009 – Jaromír Nohavica: Žena
- Zvláštní uznání – Ostrava picture 2008 – Divokej Bill: Váha muší
- Čestné uznání – Prix Danube Bratislava 2007 – Pohádka aneb Na pytel se sahat nebude

- Zlatá Medúza – Česká televize: Hitparáda Medúza 2008 – Mňága a Žďorp: Na stanici polární
- Červené Eso – TV Nova: Hitparáda Eso 2008 – Vlasta Horváth: Zoufale sám